# Петров, Константин Юрьевич
Константи́н Ю́рьевич Петро́в (16 января 1964, Алма-Ата, Казахская ССР, СССР) — советский пловец, специализировавшийся в плавании баттерфляем. Мастер спорта СССР международного класса.

## Биография
Родился в Алма-Ате, окончил Казахский государственный институт физической культуры.
С 1983 года занимался плаванием в алма-атинском клубе «Динамо». С 1985 по 1988 год входил в сборную СССР.
Самыми успешными в карьере Петрова стали 1987 и 1988 годы. В 1987 году стал чемпионом Европы в комбинированной эстафете 4×100 м. На Кубке Европы 1987 стал победителем на дистанции 100 м баттерфляем, там же стал серебряным призёром на 200 м баттерфляем и в комбинированной эстафете 4×100 м. Также в том году Петров стал серебряным призёром чемпионата СССР 1987 на дистанции 100 м баттерфляем.
В 1988 году Петров участвовал в Олимпийских играх в Сеуле. Он плыл в предварительном заплыве в комбинированной эстафете 4×100 м. В финальном заплыве не участвовал, но стал в составе сборной СССР бронзовым призёром Олимпиады.